# Ruszkowo (gromada)
Ruszkowo – dawna gromada, czyli najmniejsza jednostka podziału terytorialnego Polskiej Rzeczypospolitej Ludowej w latach 1954–1972.
Gromady, z gromadzkimi radami narodowymi (GRN) jako organami władzy najniższego stopnia na wsi, funkcjonowały od reformy reorganizującej administrację wiejską przeprowadzonej jesienią 1954 do momentu ich zniesienia z dniem 1 stycznia 1973, tym samym wypierając organizację gminną w latach 1954–1972.
Gromadę Ruszkowo z siedzibą GRN w Ruszkowie utworzono – jako jedną z 8759 gromad na obszarze Polski – w powiecie ostródzkim w woj. olsztyńskim na mocy uchwały nr 22 WRN w Olsztynie z dnia 4 października 1954. W skład jednostki weszły obszary dotychczasowych gromad Gąsiorowo Dąbrówieńskie, Grzybiny, Jankowice, Lipówka, Mosznica i Ruszkowo ze zniesionej gminy Dąbrówno w tymże powiecie. Dla gromady ustalono 15 członków gromadzkiej rady narodowej.
1 stycznia 1958 gromadę włączono do powiatu działdowskiego w tymże województwie.
31 grudnia 1961 do gromady Ruszkowo włączono wsie Uzdowo i Kramarzewo ze zniesionej gromady Uzdowo w tymże powiecie.
Gromada przetrwała do końca 1972 roku, czyli do kolejnej reformy gminnej.